# 1966 en fantasy
| Années de la fantasy : 1963 - 1964 - 1965 - 1966 - 1967 - 1968 - 1969    |
| Décennies de la fantasy : 1930 - 1940 - 1950 - 1960 - 1970 - 1980 - 1990 |

L'année 1966 a été marquée, en matière de fantasy, par les événements suivants.

## Romans - Recueils de nouvelles ou anthologies - Nouvelles
- La Forêt de cristal (The Crystal World), roman de J. G. Ballard ; le récit avait été publié en 1964 sous forme de nouvelle intitulée The Illuminated Man dans The Magazine of Fantasy & Science Fiction
- Le Jour du Minotaure (Day of the Minotaur), roman de Thomas Burnett Swann